# Merzifon
Merzifon – miasto i dystrykt w Turcji, w prowincji Amasya.
W Merzifon urodził się Kara Mustafa (Merzifonlu Kara Mustafa Paşa), wielki wezyr Imperium Osmańskiego, dowódca wojsk tureckich w przegranej bitwie pod Wiedniem (1683).